# Ново-Кузьминки
Ново-Кузьминки — бывший посёлок городского типа (с 1938 года), располагавшийся до 1960 года на территории Московской области, в 1 км к югу от платформы Вешняки. 17 августа 1960 года эта территория была включена в состав города Москвы.
Крупный дачный посёлок Ново-Кузьминки получил статус посёлка городского типа в 1938 году. В конце 1950-х гг. посёлок относился к Ухтомскому району.
В 1939 году в Ново-Кузьминках проживало 7,7 тыс. чел., в 1959 — 18,1 тыс. чел.
Название посёлка сохраняется в названии 1-й, 4-й и 12-й Новокузьминских улиц.